# エイトフ図法

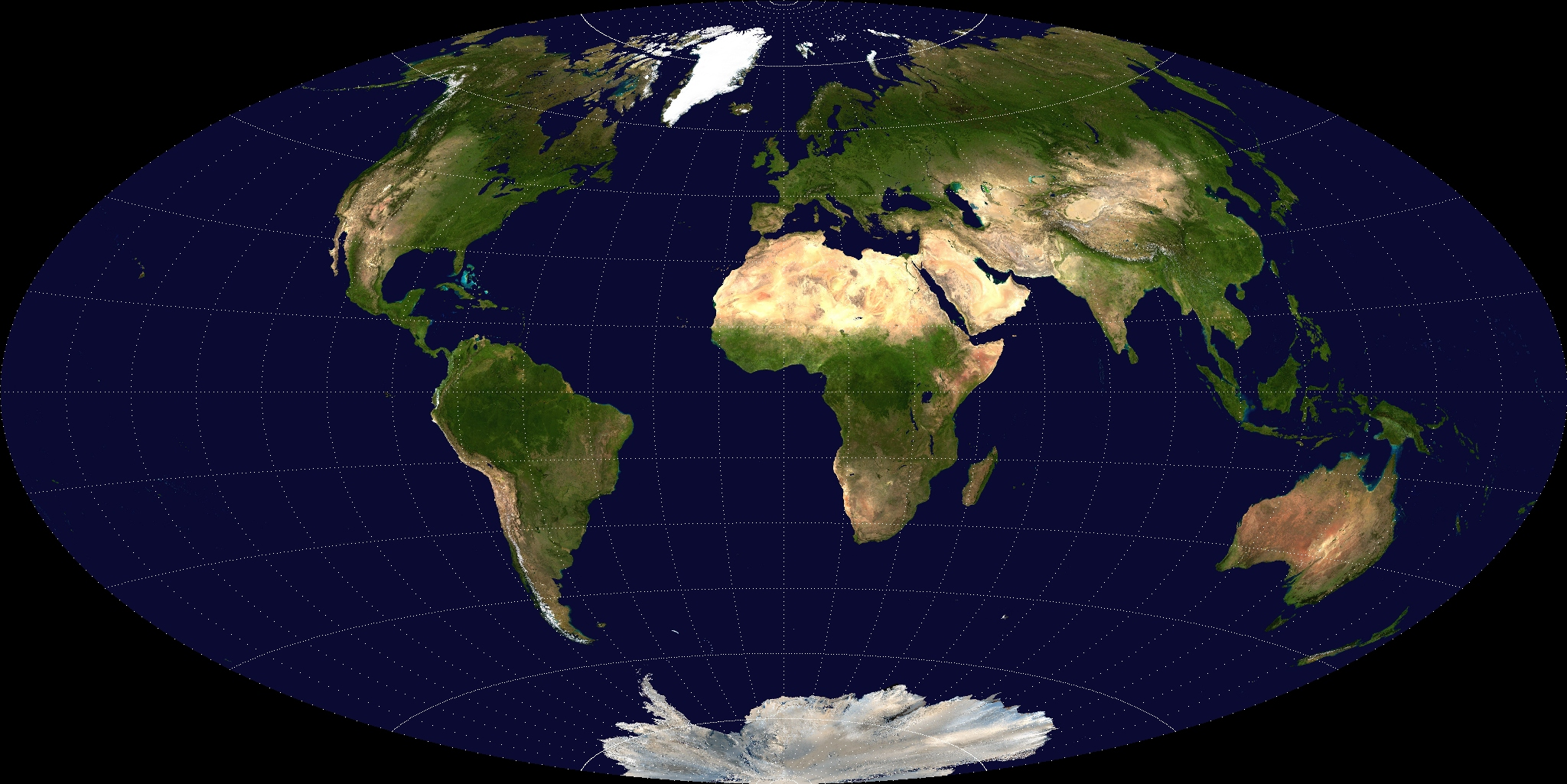
エイトフ図法による世界地図

エイトフ図法（エイトフずほう、Aitoff projection）は、1889年に、デイヴィッド A. エイトフによって考案された、投影法である。これは赤道を長軸とした正距方位図法で、赤道の長さと中心子午線が2:1の楕円となっている。
赤道を基準とする場合、まず地球表面を経度方向1/2に「圧縮」して半球に収まるようにする。この半球に凝縮した地表を正距方位図法で描く。その地図を横方向2倍に引き伸ばす。この方法で描かれるのがエイトフ図法である。
地図上のxとyの座標を緯度と経度で表すと、以下のようになる。
{\displaystyle x={\frac {2\cos(\phi )\sin \left({\frac {\lambda }{2}}\right)}{\mathrm {sinc} (\alpha )}}\,}
{\displaystyle y={\frac {\sin(\phi )}{\mathrm {sinc} (\alpha )}}\,}
ここで、
{\displaystyle \alpha =\arccos \left(\cos(\phi )\cos \left({\frac {\lambda }{2}}\right)\right)\,}
であり、{\displaystyle \mathrm {sinc} (\alpha )}は規格化されていないsinc関数で、特異点を除いたものである。また、{\displaystyle \lambda }は中心子午線からの経度、{\displaystyle \phi }は緯度である。
3年後、エルンスト・ヘルマン・ハインリッヒ・ハンメルは、エイトフと同様の方法で、ランベルト正積方位図法からハンメル図法を生み出した。ハンメルは注意深くエイトフの仕事を引用していたが、誰が考案者であるかについて若干の混乱があった。
全体の形状が似ている擬円筒図法のサンソン図法やモルワイデ図法と比べると、緯線が直線でない分だけ外周部の歪みが小さいが、同緯度関係が分かりにくくなる。
現在この図法は、世界地図での使用はあまり見られないが、全天星図での利用は比較的多い。